# Mukataa
Bajo el Imperio Otomano, los mukataa (en turco otomano muqata'a / مقاطعه, ‘separado’) eran hass-ı hümayun, parcelas de tierra propiedad de la corona otomana. Se distribuían a través del sistema de subasta iltizam; los derechos para recaudar ingresos de la tierra se vendían al mejor postor, eventualmente de por vida del comprador. A medida que el Imperio otomano comenzó a adentrarse en el período moderno, los timares vacantes, en lugar de ser reasignados, se añadieron a menudo al sistema de iltizam, allanando el camino para un cambio fundamental en el sistema fiscal otomano hacia un sistema monetizado, y permitiendo que varios agentes de poder se involucraran en la burocracia otomana, que anteriormente se había limitado al kul.
Esto abrió los escalones del poder a los que antes estaban excluidos, y también sirvió para alejar el poder del sultán y llevarlo a un grupo más amplio de nobles que ahora tenían un control más permanente del poder, y la capacidad de perpetuar su riqueza.

## Historia
En el sistema otomano de los timares, las parcelas se asignaban a los cipayos, que cobraban a los campesinos (rayah) de esas tierras una parte de sus cosechas cada temporada de cultivo. A cambio, los cipayos servían en el ejército del sultán. Los timares podían ser reasignados en cualquier momento, y los ascensos a puestos más lucrativos solían conllevar el traslado a otra provincia.
Los mukataa estaban bajo el control de sus arrendatarios durante la duración del contrato, que podía llegar a ser vitalicio. A diferencia del timar, los ingresos de los mukataa se cobraban en lingotes de oro, al menos por parte del Estado, lo que suponía una fuente de divisas muy necesaria para el Tesoro.

## Papel en la transformación otomana
El abandono del timar y la privatización de la recaudación de ingresos se produjo en un contexto de gran agitación en el Imperio otomano del XVII y principios del XVIII. Anteriormente, el sistema del timar se había apoyado en los avances militares otomanos y en los territorios recién conquistados, lo que permitía asignar territorios recién conquistados y proporcionar botín de guerra para pagar a las tropas, lo que fomentaba las campañas continuas. Sin embargo, la ralentización y el eventual fin de la expansión territorial otomana pusieron fin a esta época de tierras fáciles. Alrededor de la misma época, la guerra y el ejército otomano se enfrentaron a cambios drásticos. La infantería asalariada, equipada con armas de fuego, sustituyó a los soldados de caballería cipayos y a sus levas. En 1695 se introdujo la malikâne mukataa, o granjas fiscales de por vida, que otorgaba a los compradores el derecho a los ingresos de la parcela hasta la muerte del titular, y los liberaba de la supervisión local a cambio de incentivar el crecimiento a largo plazo. A medida que el cambio al mukataa fue ganando terreno, empezó a surgir una nueva clase en la sociedad otomana. Con la privatización de la recaudación de ingresos anuales, los funcionarios ricos, o los que tenían acceso a la información que podía hacerlos ricos en el nuevo mercado de inversiones del mukataa, tenían la capacidad de convertir los rincones del Imperio en sus propios feudos privados, ejerciendo el control a través de una red de agentes. Sin embargo, Ariel Salzmann identifica este fenómeno no como una pérdida de control para el centro, sino que «racionalizó el control estatal de una forma políticamente eficaz». Los contratos de mukataa de las malikâne, por tanto, se convirtieron en una forma de ampliar la definición del centro, permitiendo a los ricos de todo el imperio pasar a formar parte del centro, y «frenar el poder de los funcionarios locales que a menudo usurpaban las prerrogativas del Estado en materia de impuestos» Con la inclusión de la élite de todos los rincones del imperio, financiada por banqueros judíos, griegos y armenios, surgió una nueva clase dirigente otomana, abierta a cualquiera que tuviera la riqueza o la inteligencia para comprar el sistema.